# Zabrdo
Zabrdo – wieś w Słowenii, w gminie Železniki. W 2018 roku liczyła 6 mieszkańców.